# Marc Avril
Cet article court présente un sujet plus développé dans : Stéphane Jourat et José-André Lacour.
Marc Avril est un pseudonyme collectif utilisé par Stephan Jouravieff et José-André Lacour.